# Endseeker
Endseeker ist eine Hamburger Death-Metal-Band, die 2014 gegründet wurde.

## Geschichte
Die Band wurde im Jahr 2014 von dem Gitarristen Jury Kowalczyk und dem Schlagzeuger André Kummer gegründet. Nachdem die ersten Songs geschrieben worden waren, wurde die Besetzung 2015 durch den Bassisten Torsten Eggert, den Gitarristen Ben Liepelt und den Sänger Lennart „Lenny“ Osterhus ergänzt. Im Juli 2015 wurden die Aufnahmen zur EP Corrosive Revelation im Chemical Burn Studio mit dem Produzenten Alex Dietz abgeschlossen. Abgemischt und gemastert wurde das Album durch das Produzententeam Project Mayhem (Alex Dietz, Eike O. Freese). Die EP erschien im November des Jahres bei FDA Rekotz. Unter anderem enthält diese eine Coverversion des Entombed-Songs Supposed to Rot. Im Oktober 2017 erschien das Debütalbum Flesh Hammer Prophecy, das mit Eike O. Freese in den Hamburger Chameleon Studios aufgenommen worden war. Das Album enthält unter anderem eine Coverversion des Bolt-Thrower-Songs Powder Burns sowie das Lied Black Star Rising, in dem das ehemalige Morgoth-Mitglied Marc Grewe als Gastsänger zu hören ist. Im folgenden Jahr war die Gruppe unter anderem auf dem Party.San vertreten. In ihrer Karriere war die Band auch auf Festivals wie dem Summer Breeze, dem In Flammen Open Air, dem Angerfest, dem Grind the Nazi Scum, dem Holsteiner Death Fest, den Weltturbojugendtagen und dem Ear Terror Festival zu sehen. Außerdem spielte sie bisher unter anderem zusammen mit Bands wie Kvelertak, Mantar, Lifeless, Demonbreed, Negator und Weak Aside.

## Stil
In seiner Rezension zu Corrosive Revelation schrieb Patrick Schmidt, dass hierauf klassischer Death Metal im Stil schwedischer Bands wie Entrails, Demonical, Entombed und Dismember enthalten ist. In einer späteren Ausgabe rezensierte Schmidt Flesh Hammer Prophecy und bezeichnete die Musik als klassischen Death Metal im schwedischen Stil, den man als Mischung aus Dismember, Demonical und Grave bezeichnen könne. Besonders charakteristisch seien schnell gespielte Gitarren, eingestreute Grooves und ein brachialer Gesang. Eine Ausgabe später schrieb Schmidt erneut, dass Flesh Hammer Prophecy für Fans von schwedischem Death Metal geeignet ist. Im Interview mit ihm gab Osterhus an, dass Jury Kowalczyk hauptsächlich für das Schreiben der Songs verantwortlich ist. Osterhus hob vor allem Kowalczyks Talent zum Schreiben von Riffs im Stil von Entombed hervor. Die Texte würden meist von Osterhus stammen.
Thomas Strater vom Metal Hammer rezensierte Corrosive Revelation ebenfalls und erkannte ebenfalls Parallelen zu Entombed, Dismember und Grave. Den Gesang bezeichnete er als cool und überdreht, wobei dieser aus verständlichen Shouts und gelegentlichen Squeals bestehe. Die Geschwindigkeit der Songs sei variabel. Sebastian Kessler vom selben Magazin ordnete Flesh Hammer Prophecy dem klassisch gespielten Death Metal im schwedischen Stil zu. Als Referenzen gab er Grave, Entombed und Unleashed an. Angereichert werde diese Mischung durch einen Groove im Stil von Bolt Thrower. Der Gesang bestehe aus „heiseren Schreien und mit Bedacht gesetzten Squeals, während Bulldozer-Riffs durch den Pit pflügen und von melodischen Ausreißern flankiert werden“.

## Diskografie
- 2015: Corrosive Revelation (EP, FDA Rekotz)
- 2017: Awaking Corpses: Live at Bambi Galore 2017 (Split mit Devastator, Irate Architect, Incarceration, Morbitory und Torture Gut, Testimony Records)
- 2017: Flesh Hammer Prophecy (Album, FDA Records)
- 2019: The Harvest (Album, Metal Blade Records)
- 2021: Mount Carcass (Album, Metal Blade Records)
- 2023: Global Worming (Album, Metal Blade Records)